# کمیسیون (مافیا)
کمیسیون یا اتحادیه خانواده‌ها، در حکم دولت برای مافیا است که در سال ۱۹۳۱ پس از جنگ کاستلاماره توسط چارلی لوچیانو شکل گرفت و جایگزین عنوان capo di tutti cape (رئیس تمام روسا) شد که پیش از آن در اختیار سالواتوره مارانزانو بود، این عنوان با کشته شدن مارانزانو و تشکیل کمیسیون از بین رفت.
کمیسیون متشکل بود از روسای پنج خانواده بزرگ نیویورکی، مافیای شیکاگو و خانواده بوفالو
هدف از تشکیل کمیسیون زیر نظر گرفتن فعالیت‌های مجرمانه در نیویورک و شیکاگو بود اما در طول سالیان بعد با اضافه شدن خانواده‌های دیگر و نیز قدرتمند تر شدن کمیسیون دامنه نظارت آن بیشتر شد، همچنین از کمیسیون به عنوان میانجی در صورت درگیری بین خانواده‌ها استفاده می‌شود.